# 白鬚神社 (鶴ヶ島市)

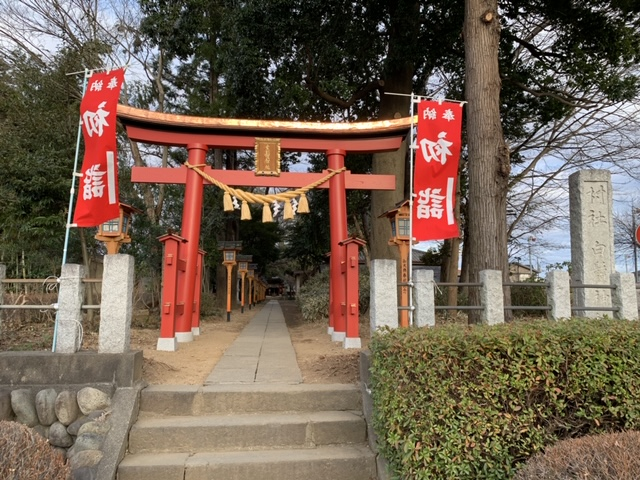
鳥居（2020年1月撮影）

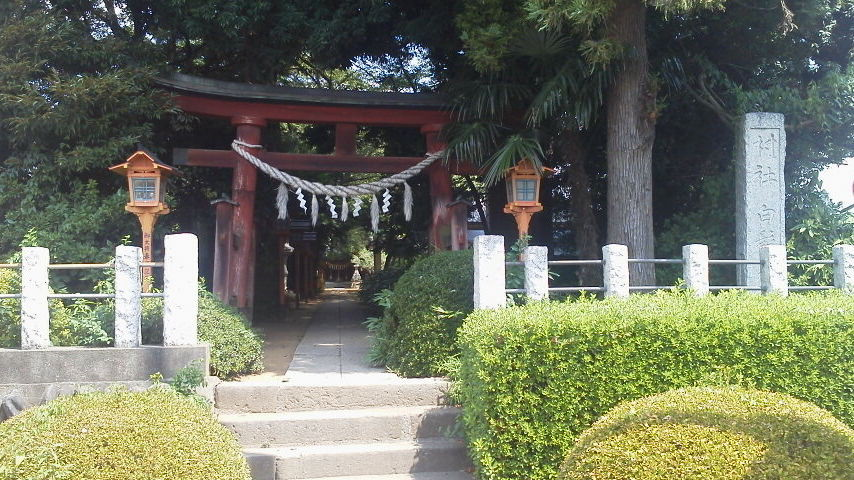
2019年11月に撤去された旧鳥居（2012年8月撮影）

白鬚神社（しらひげじんじゃ）は、埼玉県鶴ヶ島市脚折町に鎮座する神社。旧社格は村社。全国に存在する白鬚神社のうちの一つ。

## 祭神
- 猿田彦命（さるたひこのみこと）
- 武内宿禰命（たけのうちのすくねのみこと）

## 縁起
奈良時代の創建と伝えられ、武蔵国を開拓するためにこの地に居住し高麗郡をつくった高句麗人たちが築いた神社とされている。高句麗人は高麗郡に26の神社を創建し、それぞれを村の鎮守として崇敬したという（高麗郡における高句麗人の創建した神社として日高市の高麗神社が有名）。江戸時代頃までは和田、高倉、大六道（上新田）、小六道（中新田）、太田ヶ谷、針うり、脚折の7村（現在全て鶴ヶ島市）の総鎮守として崇拝され、明治時代以降は村社として存在していた。
2019年（令和元年）12月、今上天皇の御大典を記念し、鳥居を約300年ぶりに建て替えた。

## 施設
- 拝殿
- 文化財収蔵庫（正月三が日の期間に公開）
- 脚折会館（地域住民の集会等に使用されている）

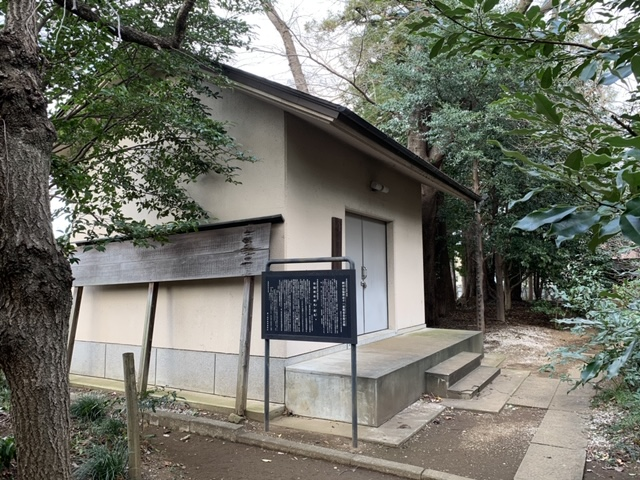
文化財収蔵庫（2020年1月撮影）
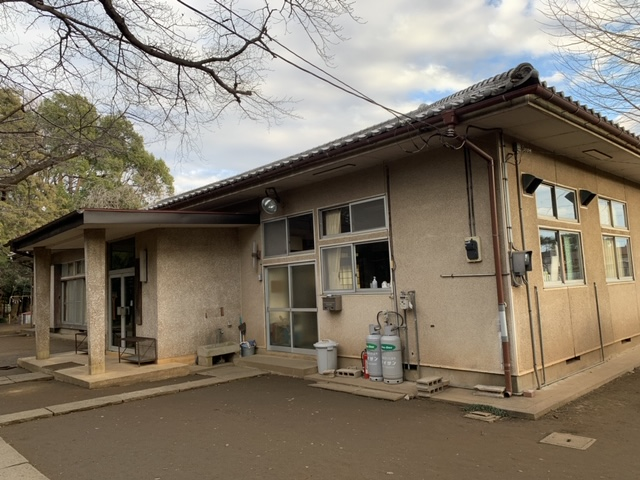
脚折会館（2020年1月撮影）

## 文化財等
- 脚折白鬚神社十一面観音菩薩立像
市指定有形文化財。文化財収蔵庫に収められている。かつての神仏習合を象徴する宝物。室町時代に制作[1]。
- 白鬚神社棟札・銘札
市指定有形文化財。天正2年（1574年）から享保12年（1727年）の期間のもの8点が文化財収蔵庫に収められている[1]。
- 脚折のケヤキ
埼玉県指定天然記念物。白鬚神社の御神木で樹齢900年以上。昭和47年に台風で大枝を折り、それ以降防腐処置等を施され現在に至る。

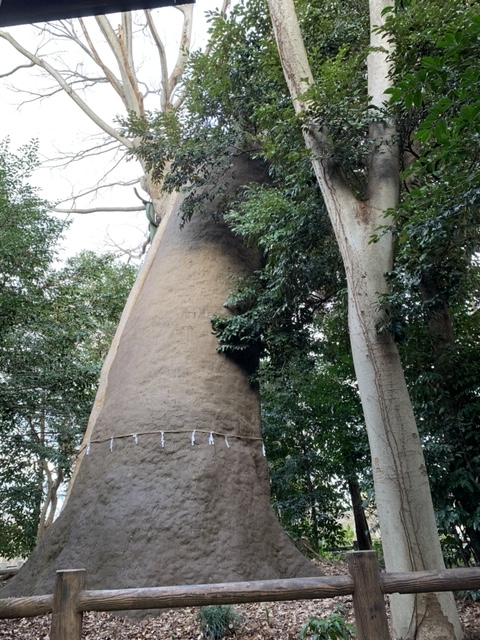
脚折のケヤキ（2020年1月撮影）

## 脚折雨乞
国の選択無形民俗文化財および市指定無形文化財に指定され、夏季オリンピック開催と同じ年（4年に一度）に行われる。脚折雨乞の龍蛇は白鬚神社の横で組み立てられ、宮司の祈祷によって開始される。
次回は令和2年9月13日開催予定であったが、新型コロナウイルス感染拡大防止のため、開催の見送りが決定した。※次回開催は未定。

## ギャラリー

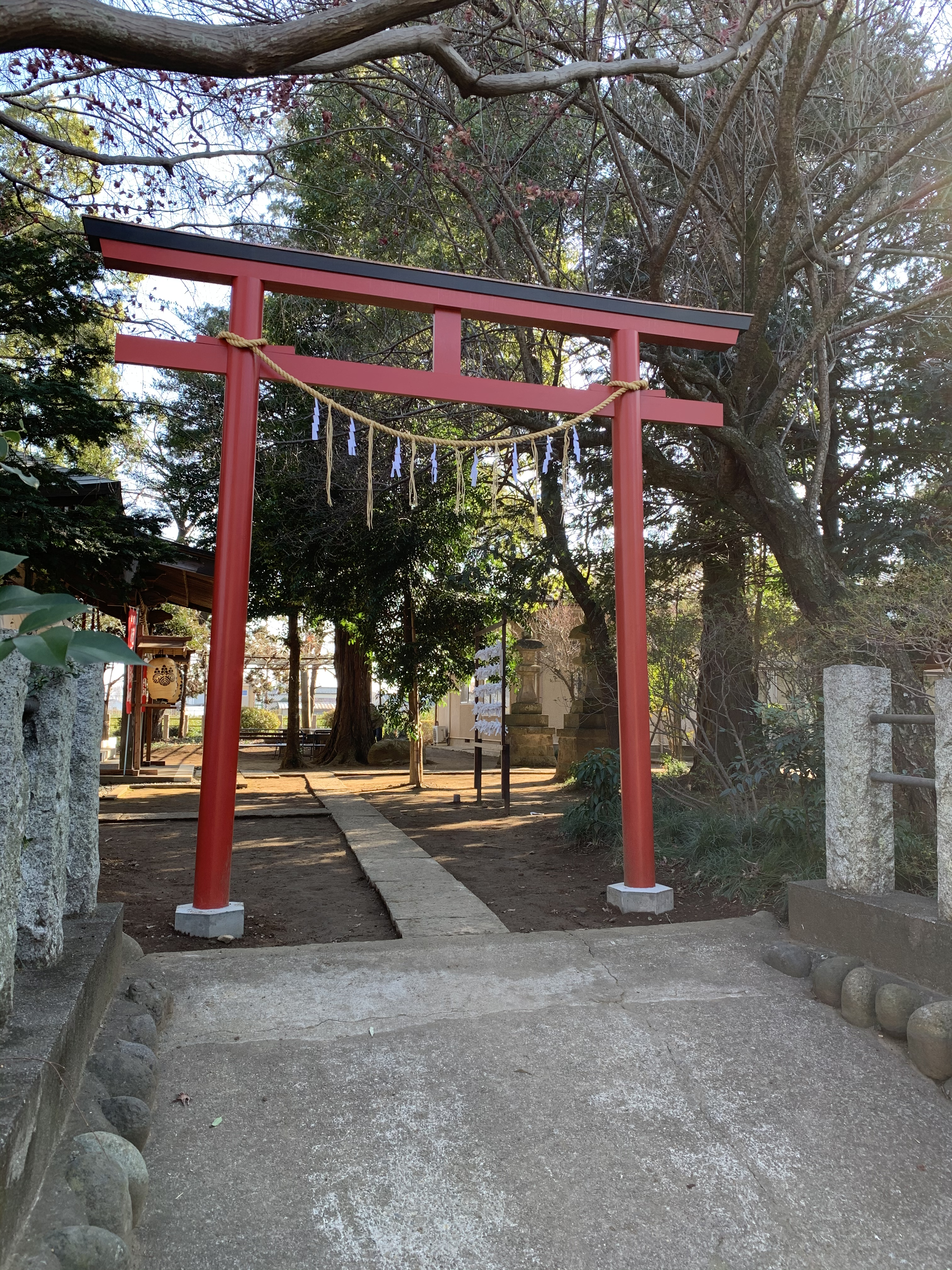
北参道鳥居（2019年（令和元年）12月に設置。2020年1月撮影）
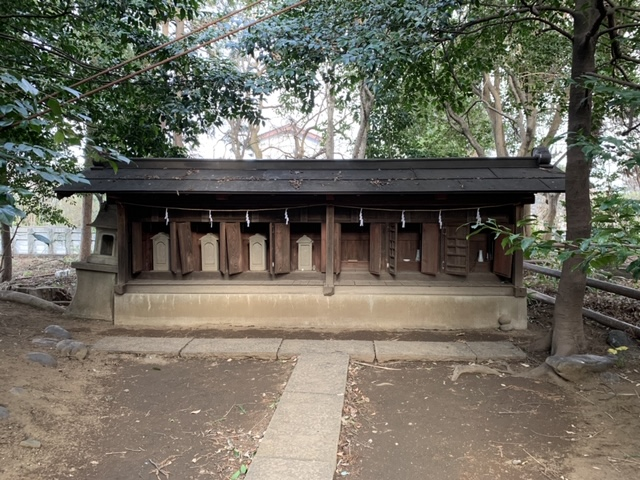
末社（2020年1月撮影）
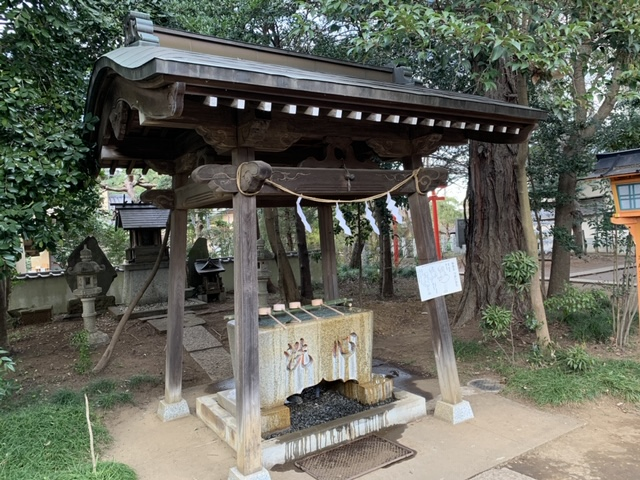
手水舎（2020年1月撮影）
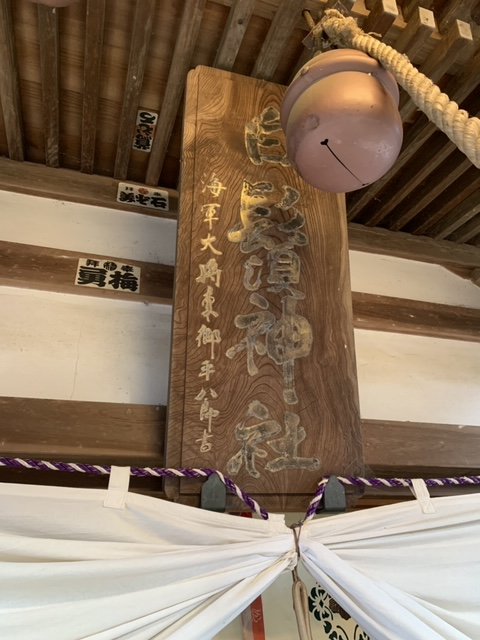
拝殿に掲げられた、東郷平八郎元帥揮毫の扁額（2020年1月撮影）
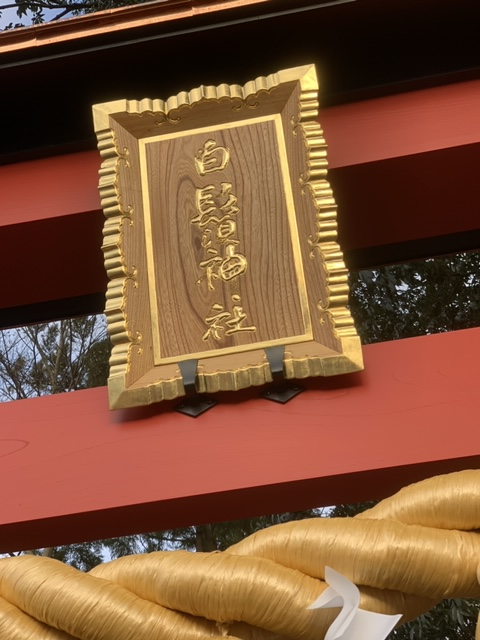
鳥居に掲げられた、拝殿と同じく東郷元帥揮毫の扁額（2020年1月撮影）

## 所在地
- 埼玉県鶴ヶ島市脚折町6-10-20

## 神社周辺
- 鶴ヶ島市立鶴ヶ島第一小学校
- 鶴ヶ島市立鶴ヶ島中学校
- 善能寺

## 交通アクセス
- 東武東上線坂戸駅から徒歩で23分